# 医療崩壊
医療崩壊（いりょうほうかい）とは、医療安全に対する過度な社会的要求や医療への過度な期待、医療費抑制政策などを背景とした、医師の士気の低下、防衛医療の増加、病院経営の悪化などにより、安定的・継続的な医療提供体制が成り立たなくなる、という論法で展開される俗語である。
2020年、新型コロナウイルスの感染が爆発的に拡大した国々では、医療従事者や医療器具が不足、重症者の治療に手が回らなくなった。「必要とされる医療」が「提供できる医療」を超えてしまうことを医療崩壊と表現するようになった。元々OECDのデータでは人口 1,000人当たり病院等の病床数は諸外国に比し日本が最多となっているが、内情は統計に包含される人口 1,000 人当たり精神病床数も突出している特性があり、また日本では高齢化率に比べて介護施設等の病床（定員）が少なく、病院等が介護施設等の役割を担っている実態がある。

## 日本における医療崩壊

### 背景と概説

#### 医療政策・医療行政上の問題
日本では、1990年代後半から医療政策・医療行政に対する疑念が医療従事者のあいだで生まれ始めた。具体的には、1980年中葉以降の医師数抑制政策、医療費抑制政策により、医師不足に陥った病院勤務医が、医療費抑制政策を背景とした病院経営悪化のために過酷な労働を強いられるようになっていたのだという論調の俗説がある（2006年の時点で全国の7割以上の病院が赤字である）。
元財務官僚の村上正泰によれば、「医療崩壊」の最大の原因はこれまでの医療費抑制政策であり、「これまでの医療政策というものは、医療費削減をすべてに優先させてきた悪しき財政再建至上主義の上に成り立ってきた」と指摘している。
しかし、上記俗説に反して、公のデータでは、2012年の日本の医療支出はGDPの10.3%を占めており、これはOECD平均の9.3％より1ポイント高い数字である。
OECD加盟国のほとんどにおいて、医療財政の大半は公的セクターから支出されているが、2012年、日本の医療支出の82％は公的支出となっており、これはOECD平均の72％よりなお高いものである。
したがって、上記の俗説のように医療費抑制政策がなされていたとしても、現実医療費は抑制されておらず、諸外国と比べてGDP比でやや高く支出されており、フランス、ドイツ、スウェーデンとほぼ同等の水準である。
人口千人当たりの医師数では、日本は2.4人と対象国35カ国中下から6番目であり、少ない国の部類に属している。看護師数では、日本は11.0人であり、35カ国中12位であり、ほぼ中位のレベルとなっている。

#### 医療安全に対する過度の社会的要求
さらに、2002年前後から、医療事故が警察の捜査の対象とされ、善意の看護師や医師が犯罪の被疑者として扱われるケースが多くなり、さらに、マスメディアの報道もあいまって医療不信が増大し、医療安全に対する社会的要求が過度な高まりを見せた。こうした社会的状況のなかで、現場の医師（勤務医）の間で「立ち去り型サボタージュ」と呼ばれる動き（防衛医療）が見られるようになったと小松は述べた。
「立ち去り型サボタージュ」なる言葉を生み出したのは、虎ノ門病院泌尿器科部長であった小松秀樹である。小松は、2004年に『慈恵医大青戸病院事件 医療の構造と実践的倫理』（2004年）を著し、医療の不確実性を等閑視したメディア、警察、検察の一方的な姿勢が、患者と医師の対立を増幅させ、やがては日本の医療を崩壊させることになると小松は述べた。

普通の医師まで警察とマスコミを恐れるようになっている。あいまいな理由により犯罪者にされかねないと思いはじめている。これが医師の診療行動に影を落とし始めている。医師と患者の信頼関係も崩れてきた。医師は危険を伴う治療方法をとりたがらなくなりつつある。このままでは、将来、外科医を志す人材がいなくなる事態も到来しかねない。医療における罪の明確な定義なしに、医師に刑事罰を科すと医療を壊すことになりかねないと小松は述べた。

同書は世間の注目を浴びることはなかったが、「社会の枢要の立場」にある人びとの目にとまり、2005年に最高検察庁で講演することになった。そして、その際に提出した意見書をもとに、小松は『医療崩壊――立ち去り型サボタージュ」とは何か』（2006年）を著し、日本の医療体制が直面する状況、なかんずく刑法にもとづく警察と世論を背景としたマスコミがいかに医師を追い詰めるかに警鐘をならし、同書によって、「医療崩壊」なる語が一時期流行ることになった。
小松は、医師がリスクの大きい病院の勤務医を辞めてより負担の少ない病院へ移ることや開業医になることを「立ち去り型サボタージュ」と呼ぶ。小松が指摘したように、元々医療訴訟率が高くその賠償額も高額であった産婦人科は担当医の減少が著しく、将来の担い手である医学生たちも産科医になることを忌避する者が多く、崩壊が進行し「出産難民」と呼ばれる状況にある。さらには、小児科、内科、外科などの高度医療も同様の状況に至っている。
ただし、日本の医療レベルは、世界保健機構（WHO）による各種指数にみられるように、長年、世界一位の座を占めてきた。たとえば、同機関によるWorld Health Report（2000年）では、日本は、健康寿命が第1位、平等性が第3位で「健康達成度」の総合評価は世界一となっている。さらに、2009年のOECDのHealth Dataでも、依然として総合で一位を維持している。

#### 医療崩壊の社会問題化
こうした制度上の「ひずみ」が具体的な社会問題となって現れたのが、2007年頃からのいわゆる救急搬送の「たらい回し」の事例の増加である。ただし、マスメディアによる「たらい回し」という表現は、あまりにセンセーショナルで実態を正確に捉えたものではなく、実際には、救急車は止まったままで、各病院に照会をかけており、照会件数の多い場合をマスメディアは「たらい回し」と呼んでいたのである。しかも、受け入れ先が見つからない原因としては、「処置中」「医師不在」「ベッドがない」「専門外」「専門医がいない」などが多く、「医療安全」の問題のほか、医療政策・医療行政上の問題を背景にしたものであった。
また、高度医療化に伴い高価格の医療機器導入の負担や、新病院建設にかかった債務、度重なる医療制度改革による診療報酬減少に伴う医療収入減少等により、病院の経営危機、倒産、自主廃業に追い込まれるケースもみられるようになった。病院の閉鎖には、経営上の問題のほか、医師不足の問題とも密な関係にある。たとえば、後述の初期臨床研修義務化を引き金に、地域の病院に医師を派遣してきた大学医局が主導するかたちで、医療安全や勤務医の負担軽減を理由に、一つの科を一人で診ている病院から医師を引き上げ集約化を行い医師不足に対応するケースが増えている。しかし病院の集約化を行っても、必ずしも予定通りに医師が集まらなかったり医師の退職が相次ぐなどして、その地域の医療提供が成り立たなくなり、地域や科によっては身近なところに診療できる医院・病院が無くなるという事態にまで至っている。
このなかでは、地域住民からの誹謗中傷やマスメディアの報道による心労により医師が退職に追い込まれ地域医療が崩壊した事例もみられた。内科医、麻酔科医など特定の専門科の負担も大きく集団退職するケースも増えており、廃院の転帰を取る場合が散見されるようになっている。
こうした社会現象を背景に、マスメディアの報道も、医療従事者・病院を一方的に非難する論調に変化が見られるようになった。
兵庫県では統合・新設される北播磨総合医療センター（小野市市場町）において、前身の小野市民病院の医師は2012年12月時点で33人いたが、2013年4月には18人まで減少すると見込まれている。内科に関しては、15名から4名に減少し、新規入院患者の受け入れは困難とされている。

### 医療政策・医療行政上の問題と対応

#### 医療費抑制政策
1980年代半ばからの医療費抑制政策は、医療崩壊が現実味を帯びた2000年代に入っても変わることなく、とりわけ、小泉政権下では、社会保障費の自然増分が5年間で約1.1兆円削減された。この間は、診療報酬もマイナス改定が続き、2006年度には「郵政選挙」での圧勝を背景に-3.16%という史上最大のマイナス改定となった。小泉政権以後も抑制政策は継続されたが、2009年の民主党への政権交代によって抑制政策からの転換が起き、2010年度の診療報酬改定は、わずか+0.19%とはいえ、10年ぶりのプラス改定となり、具体的な配分を決定する中医協では、急性期病院の勤務医の負担軽減と経営改善のために、財源の大半を入院診療に充てることが決定された。

しかし技術料を低く抑え、薬価差益により支えられていた医療は、厚生労働省・財務省・マスコミの思い込みにより薬価差益を失ったままであり、多くの手技は経済的になりたたないまま放置されているため、外科系の医師はその経済状況のため、年々減り続けている。
消費税が5%から8%に上がるが、診療報酬は基本据え置きまたは引き下げとなり、初診料と再診料を上げることで対応することとなった（本来は消費税を課税し、仕入れ分の消費税を還付されるべきであるが、税収を上げるため財務省・厚生労働省とも改正を行わなかった）。

#### 医師不足

OECD諸国の人口あたり医師数(横軸)と受診回数(縦軸)

医師数抑制政策の始まりは、第二次臨時行政調査会が1982年7月にまとめた「行政改革に関する第3次答申―基本答申」にある。同答申「社会保障」の「医療費適正化と医療保険制度の合理化等」の項の「医療供給の合理化」の2番目で「医師については過剰を招かないよう合理的な医師養成計画を樹立する」と提言されたのである。この背景には、医師数過剰による医療費増大の懸念があった。答申を受けて、政府は同年9月の閣議で医師・歯科医師の養成計画について検討することが決定され、1984年以降、医学部の定員が最大時に比べて7%減らされることになった。
やがて、医師不足が社会問題化されるようになるが、厚労省は医師偏在説をとり絶対数の不足を認めることはなかった。しかし、2008年6月、舛添要一厚労相のもと「安心と希望の医療確保ビジョン」が打ち出され、「医学部定員削減」閣議決定の見直しとともに、医師養成数の増加へと政策転換がなされることになった。
それでも、医師養成には少なくとも10年かかるため、勤務医の労働環境は改善されるには至っておらず、労働災害としての過労死を医師にも適応させる事例も見られるようになっている。さらに医師が集団辞職する事例なども、それは「病院が労働基準法に違反した過大な要求を行うからだ」と医療崩壊の文脈でとらえられるようになっている。
一方で、医師の過剰供給は保険制度の前提である経済の崩壊を招きかねないという慎重な意見もある。OECD諸国の中で、最も医師率が高いのはギリシャ（人口千人当たり6.3人）であるが、ギリシャ経済の崩壊の一因を担っているとされる。
人口当たりの適正な医師数については、その根拠にたる研究がとても少なく、さまざまな論議が見られる事案である。

#### 初期臨床研修義務化
従来、医師国家試験に合格した医師は、大学医局に研修医として所属することが多かった。そして、医局は集まった研修医を教育した後に人事権を把握している系列の地方の基幹病院に半強制的に派遣し、不本意ながら派遣された医師が往々にして地域医療を支えていた。この医局管理は地域医療の維持には有効であったが、行政側からは大学医局が病院の人事権を盾に好きなことをしているとしているとして、新聞や雑誌で「日本の医療改革には医局解体が必要」という意見が根強く存在していた。
1998年、関西医科大学研修医過労死事件を発端に研修医の立場見直し論が浮上し、厚労省の医師臨床研修検討部会での検討により2004年度からの初期臨床研修義務化が実施され、市中の総合病院でも研修医の初期研修ができるようになった。大学病院は、元々雑用ばかりで待遇の悪かったので研修医は激減した。医師数が減少してしまった大学医局は、系列の地方の病院に派遣していた医師を引き上げざるを得なくなり、また新たに地方病院に医師を半強制的に派遣することも出来なくなった。地方の基幹病院では医師が足りなくなり、集約化が進むことになり、病院によっては特定の診療科を閉鎖せざるを得なくなった。
加えて研修先を自由に選べる為に都市部の研修システムが充実した病院に研修医が集中し、教育環境の劣悪な病院には志望者が行かなくなった。以上のことから、初期臨床研修制度は医療崩壊の引き鉄となった。つまり、従来は研修システムの充実とは無関係に医局との関係性で派遣されていた研修医が、さまざまな病院やその教育・研修システムを比較して研修医個人が良いと思う病院を選ぶ時代になった。
また、それまでの医学生は自身の専門となる診療科を決める際、実際の医療現場の労働環境を見ることは殆どなく、興味や憧れ、使命感に燃えて診療科を選択していた。初期臨床研修義務化に伴い、様々な診療科の現場に入り、その現場の現実を実体験することになり、過重労働がみられる診療科や訴訟リスクの高い診療科、QOMLの低い診療科を避けられるようになった。
元々当制度は、研修医の待遇や研修システムの改善、医師が自由に赴任先を選択できる自由度は増すというメリットはあったが、医療崩壊を加速するとして、病院や医学部、民医連は反対していたが、行政主導によって開始されたものである。米国では効果をあげた制度であるが、元々医療資源に余力が少ない日本において、医師数を増やすなどの対策をせず当制度を開始したためにこのような新たな問題が浮上した。

#### 女性の職場復帰支援体制の不備
女性の社会進出が著しく、医師の世界にも多くの優秀な女性が働くようになった。しかしながら結婚、出産、育児に際し、医療現場で働くこととの両立が困難になり、医療現場から去らざるを得ない現状がある。このことも医療現場で医師が不足する一因であると言われている。また一度医療現場から離れてしまうと復職が困難であることも一因であると言われている。パート制や当直無しなど、女性にとって働きやすい勤務制度をとる医療機関も出てきているがまだまだ少数であり、更なる対策が求められている。

### 医療安全への過度な要求と医師－患者の対立構造の深化
近年、医師の犯罪や患者の過大要求等、複数の要因から医療不信が増大するようになった。そのため「QOLの向上」などの新しい課題にも取り組む努力なども行われたが、医療不信は払拭されていない。医療民事訴訟も漸増し、医師側にも強い不信や不満を持つものが増え始め、リスクの高い職場から離れたり、防衛医療を行うといった動きもみられるようになっている。

#### 捜査・司法機関による刑事立件・訴訟
一部の医師・医療機関の犯罪や医療過誤が、マスメディアに大きく取り上げられることで医療不信を呼ぶとともに、他方で、堀病院強制捜査や大淀病院事件、杏林大病院割りばし死事件、福島県立大野病院事件など、多くの医療従事者にとっては、遺族側が家族を失ったやり場のない怒りと悲しみを、医師などへの責任転嫁によって紛らわしたいだけで、医療過誤・犯罪と思えないことが、マスコミ等で医療過誤である・犯罪であると騒がれ、さらには刑事事件化されるようになってきたことも医療崩壊の一因だと指摘されている。実際に、福島県立大野病院事件は、2008年8月に無罪が確定しており、大野病院事件について日本外科学会は哀悼の意を表すとともに次のような声明を発表している。

この地区の病院唯一の産婦人科医として誠心誠意診療に当たっていた医師に対して、調査委員会が報告書を作成し、県としての処分も終えているにもかかわらず、「逃亡のおそれ」「証拠隠滅のおそれ」を理由として逮捕勾留し、より良い医療を行おうとする医師の善意と患者のための自由な医療を踏みにじる検察当局に抗議の意を表します。このことがひいてはリスクの多い外科系臨床科に属する医師の減少をもたらし、また患者のための真の医療から自己防御のための医療へと変化させ、また全国への公平な地域医療の分配をも不可能にさせて、日本の医療の荒廃をもたらしかねない事に我々は警告を発したいと考えます。

医師個人を刑法で裁くことは他の先進諸国ではみられない。原因の究明とともに萎縮医療を防ぐためである。小松によれば、医療を含む自然科学分野における合理性は、グローバルなレベルで自律的に発展し分野毎に帰納的に形成されているのに対して（帰納法）、政治や法、道徳などにおけるローカルな合理性は規範的かつ演繹的に形成されるものであり、両者が異なるシステムで動いているにもかかわらず、グローバルな医療世界に日本の国内司法を持ち込もうとすることが医療問題解決の障害になっていると指摘している。さらに小松は、医療者の自浄作用を伴う自律性を確立した上で、「医療臨調」のような国民的会議を組織し、医療とはどうあるものなのか合意を形成し、具体的方策を立て患者と医療側の「相互不信」解消を図るべきだと提案している。

#### 医療民事訴訟
不幸な転帰をたどった症例において、遺族側が病院や担当医師に結果責任を要求する医療訴訟も1990年代後半から顕著な増加がみられたが、2005年からは減少傾向に転じている。
医療訴訟のなかには医学的に間違った医療行為を行ったものも、必ずしも間違いとは言えない医療行為を行ったものも、どちらもある。基本的には圧倒的に前者の数が多く、何度も医療過誤を繰り返すリピーター医師が存在するとも言われているが、近年後者の例も騒がれるようになってきた。たとえば、主に公立病院にて医学的考察がなされぬままに事務方が患者側に謝罪を行ったことにより、「病院の側に落ち度があったと認識していた」と判断され、刑事事件に発展したり（福島県立大野病院事件のケース）、理論的な公判維持が困難となり不利な和解条件をのまざるを得なかったりするケースもごく稀にある。
また、民事裁判は必然的に当事者対立構造を取ることになるため、双方とも自分が正しいという前提に立ち、相手の訴訟のやり方を卑劣だとして徹底的に憎むようになり、訴訟が長引けば長引くほど憎しみが増していく。相互理解を求めていた患者側もまた、この対立の増幅構造に巻き込まれることによって、たとえ勝訴したとしても真の解決を手にすることはできない。こうしたことから、医療従事者、患者ともに民事裁判を回避しようとする動きがみられるようになっている。具体的には、裁判外紛争解決手段（ADR）が注目を集めており、真相究明を目指す患者の権利実現とともに、当事者同士の相互理解を促す場として期待されている。

### 患者・市民団体の動き

#### 患者のモラルの低下
深夜の救急医療の場に「昼は仕事をしているので、今すぐ専門医に診てもらいたい」「3か月前からおなかが痛い」「普段通院でもらっている薬が欲しい」「眠れない」「さみしい」など、救命救急の場にはそぐわない患者が多数来院するケースが目立っている。これらの受診形式はコンビニ受診と呼ばれる。加えて、救急車を安易に呼びタクシー代わりに利用するケースや、不必要な搬送要請を何度も行い常連化するケースが目立ってきている。そのため必要な救急搬送が困難になるケースが出ている。
またモンスターペイシェント、飛び込み出産の問題もあり、医師や医療従事者を疲弊させている。

#### 対立構造からの脱却
他方で、医師－患者の対立構造から脱却し、兵庫県の県立柏原病院の小児科を守る会のように、症状を見極めて病院を利用するよう住民に呼び掛ける活動によって救急利用者は半減させ、他府県から小児科医が転勤を希望、小児科が存続されるなど、「地域が医師や病院を守る」との姿勢を見せ一定の成果を上げているケースも見られるようになっている。

## 他国に於ける類似事象

### アメリカ
アメリカでは高額医療訴訟が多発している事も問題となっている。ニューヨーク州では統計的に毎年10人に1人の医師が患者によって訴えられているが、産婦人科に限って統計を取ると毎年4人に1人の医師が訴えられていることになる。全米平均でも訴訟経験がある産科医は73%とされている。膨大な賠償保険で潤っているのは弁護士事務所と保険会社であるが、ニューヨーク州法廷弁護士会常任理事は、治療ミスと誤診が多いのが原因であり、訴訟は氷山の一角に過ぎないと医師の責任を強調する。その一方で、医師損害賠償保険の保険料は高騰し、医師が医療から撤退するケースも散見される。ニューヨーク州ロングアイランド地区では脳外科医1人の医師賠償保険料が平均で年間11万3000ドルであった。
保険料が高騰したために、妊婦が支払う出産費用の1/3が医師損害賠償保険の保険料に充当され、出産費用も高騰する事態になっている。また訴訟リスクの高い自然分娩を倦厭し、不必要な帝王切開が行われるという弊害も出ている。全米的な消費者保護団体「市民のための健康調査グループ」によると、1986年にアメリカで実施された帝王切開の内半数は医学的に必要な帝王切開ではなく、訴訟リスク回避目的の帝王切開であったと批判した。その結果、フロリダ州ではたまりかねた医師が集団で診療拒否を実施して大問題となり、ジョージア州では産婦人科医グループが「弁護士が患者をあおって訴訟させている」という理由で、弁護士の家族に対する分娩を拒否する騒動が起きており、カリフォルニア州では受診した患者の訴訟歴を調べ、医師と訴訟した経歴がある患者の診察を拒否する動きがある。

### イギリス
マーガレット・サッチャー政権は福祉国家の解体を掲げ、国民保健サービス（NHS,National Health Service) の支出抑制政策を採った。
NHSの制度開始当初（1948年）は財源に問題はなかったが、英国病の影響が強くなった1970年代後半からは、深刻な財政難により慢性的な資金不足に悩まされている。また医療従事者の給与も少ないため全体的に士気が低下しており、患者の対応までに時間がかかったり、専門医に紹介してもらったり検査や手術を受けるのに長期間待たねばならない状況になった。また安価で短時間で治療が終了するような治療になりがちな傾向がある。さらに状況が改善されなかったため、2000年代からは医療従事者が英語圏のアメリカや英国連邦（カナダ・オーストラリア・シンガポール）への流出する事態が増え、後にトニー・ブレア政権になって医療費の総額を1.5倍にするという大改革を決行した。
2004年度の外部調査によれば、患者のNHS医療サービスに対する満足度は非常に高いとされる。

### ニュージーランド
小泉純一郎内閣での聖域なき構造改革の手本としてよく引き合いに出されているニュージーランドも公的医療費予算の抑制・削減が行われ、公立病院には独立採算を求められた。そのため、公立病院の医療サービスは悪化（待ち時間の増加、男女同室入院等）しただけでなく、利益の上げられない地方の公立病院はほとんど閉鎖され、公立病院が存在するのは大都市だけになった。その空白域を埋めるように、自由診療（高額な保険外医療）で行う民間企業の病院が多数開設されるようになった。

### フィリピン
国内で働く医師より海外で働く看護師の方が給与が高いため、医師が看護師資格を取り海外に看護師として流出している。フィリピンは元々、国家財政の1割近くが、海外出稼ぎ労働者からの送金でまかなわれているほどの労働者輸出大国だが、看護師に関してもこの傾向は強く出ており、英語が公用語であるため医療従事者の不足に悩むイギリスへの出稼ぎも多い。
そのため国内では医療従事者が不足する事となった。